# Amissus testaceus
Amissus testaceus is een insect dat behoort tot de familie van de Tessaratomidae. Hij is gekenmerkt door een stierenhoorn-achtig vorm op de kop.
Hij komt voor in Thailand.
Er is sprake dat het een ondersoort zou zijn van de Amissus atlas.